# Grapevine Women's Tennis Classic
Il Grapevine Women's Tennis Classic è un torneo professionistico di tennis giocato su campi in cemento. Fa parte dell'ITF Women's Circuit. Si gioca annualmente a Grapevine negli Stati Uniti.

## Albo d'oro

### Singolare
| Anno | Campionessa | Finalista         | Punteggio     |
| ---- | ----------- | ----------------- | ------------- |
| 2011 | Kurumi Nara | Sesil Karatančeva | 1–6, 6–0, 6–3 |

### Doppio
| Anno | Campionesse               | Finaliste                             | Punteggio |
| ---- | ------------------------- | ------------------------------------- | --------- |
| 2011 | Jamie Hampton Zhang Shuai | Lindsay Lee-Waters Megan Moulton-Levy | 6–4, 6–0  |